# Comparettia coccinea
Comparettia coccinea é uma espécie pertencente ao género Comparettia.

## Variedades
A espécie possui duas variedades:
- Comparettia coccinea coccinea
- Comparettia coccinea longicalcarata